# Hiếu Cung vương
Hiếu Cung Vương (mất 912, trị vì 897–912) là quốc vương thứ 52 của Tân La. Ông là con trai ngoài giá thú của Hiến Khang Vương và phu nhân Uimyeong. Ông kết hôn với con gái của y xan Kim Hựu Khiêm (Kim Ugyeom). Ông có tên húy là Kim Nghiêu (金嶢, 김요).
Tháng thứ 6 âm lịch năm 897, vua Tân La Chân Thánh nữ vương thoái vị, thái tử Kim Nghiêu lên kế vị, tức là vua Hiếu Cung Vương.
Tân La sau gần một thiên niên kỷ tồn tại đã suy kiệt nhanh chóng. Thủ lĩnh Cung Duệ đã lãnh đạo cuộc nổi dậy của mình đánh chiếm Khai Thành vào năm 898, sau đó lại dẫn quân đánh bại các lãnh chúa địa phương khác tại miền trung Tân La. Năm 899 thủ lĩnh Cung Duệ đánh chiếm vài thành trì của vương quốc Bột Hải (đời vua Đại Vĩ Hài) tại Nam Hải phủ ở phía đông thành Bình Nhưỡng.
Năm 900 thủ lĩnh Chân Huyên cát cứ ở lãnh thổ Bách Tế cũ đã tuyên bố mình là quốc vương của Hậu Bách Tế (Hu Baekje) ở tây nam bán đảo Triều Tiên và lập đô tại Wansanju (완산주, 完山州, Hoàn Sơn Châu), tức Jeonju ngày nay, và tiếp tục mở rộng vương quốc. Sau khi sáng lập và trở thành người trị vì Hậu Bách Tế, vua Chân Huyên cử quân của mình tiến đánh đến khu vực Hapcheon ngày nay, thuộc tây nam của kinh đô Tân La là Kim Thành - Gyeongju (Khánh Châu). Tuy nhiên chiến dịch đã thất bại trước quân đội Tân La và đội quân Hậu Bách Tế của Chân Huyên phải rút lui. Cùng năm 900, quân của Hậu Bách Tế sang đánh phá nghĩa quân của Cung Duệ ở tây bắc Tân La. Một viên tướng của thủ lĩnh Cung Duệ là Vương Kiến đem quân đánh thắng quân Hậu Bách Tế tại Trung Châu, thu được nhiều chiến lợi phẩm. Từ đó, Vương Kiến trở nên nổi tiếng, thanh danh vang dội.
Năm 901, thủ lĩnh Cung Duệ cát cứ ở tây bắc Tân La tự nhận là con nuôi của Tân La Cảnh Văn Vương rồi tuyên bố thành lập quốc gia Hậu Cao Câu Ly (Hu Goguryeo), nhằm tỏ ý khôi phục Cao Câu Ly, tổ chức quan chế riêng và định đô ở Kaesong (Khai Thành).
Thời gian Hiếu Cung Vương trị vì đã chứng kiến việc các thế lực Hậu Cao Câu Ly và Hậu Bách Tế tăng cường sức mạnh. Lúc này nước Tân La chỉ còn giữ lại được một số vùng ở Đông Nam bán đảo Triều Tiên, Triều Tiên lại trở lại thế cục 3 nước là Tân La, Hậu Cao Câu Ly và Hậu Bách Tế, sử gọi là thời Hậu Tam Quốc.
Năm 903 Vương Kiến đem quân đánh tan lực lượng hải quân của Hậu Bách Tế (đời vua Chân Huyên) xâm phạm vùng bờ biển. Trong thời gian đó, Chân Huyên phải lo chống lại quân triều đình Tân La (đời vua Hiếu Cung Vương). Vương Kiến cũng sai quân đi giúp đỡ Chân Huyên chiến thắng quân Tân La.
Năm 904 vua Cung Duệ nước Hậu Cao Câu Ly đổi quốc hiệu từ Hậu Cao Câu Ly thành Ma Chấn (Majin) và dời đô về Cheorwon (Thiết Nguyên) vào năm 905. Do Cheorwon là một thành nằm ở khu vực đồi núi, Cung Duệ đã cho chuyển cư từ thành đông dân Cheongju và mở rộng kiểm soát đối với vùng Chungcheong, chiếm khoảng hai phần ba lãnh thổ từng do Tân La kiểm soát.
Cùng năm 905, Tân La mất quyền kiểm soát đối với phía đông bắc của tuyến hành lang Trúc Lĩnh (Jungnyeong) vào tay nước Ma Chấn của vua Cung Duệ. Vua Cung Duệ sau đó đánh chiếm thành Bình Nhưỡng thuộc Liêu Đông phủ của vương quốc Bột Hải (đời vua Đại Vĩ Hài) và kêu gọi tiêu diệt nhà nước Tân La (đời vua Hiếu Cung Vương).
Năm 907, Hậu Bách Tế của vua Chân Huyên (Gyeon Hwon) đã chiếm được 10 thành ở phía nam Ilseon của Tân La. Đối mặt với những thất bại này, Hiếu Cung Vương quay sang uống rượu và bỏ bê việc triều chính.
Năm 910, Vương Kiến (Wang Geon), tướng của vương quốc Ma Chấn dẫn quân đi tấn công và chiếm được thành Naju, một thành chính và là nơi vua Chân Huyên đã bắt đầu cuộc nổi dậy của mình. Chân Huyên đã có nhiều nỗ lực nhằm chiếm lại thành song không thành công.
Năm 911 vua Cung Duệ nước Ma Chấn (Majin) tiếp tục đổi quốc hiệu từ Ma Chấn thành Thái Phong (Taebong).
Cùng năm 911, Hiếu Cung Vương đã gửi quân Tân La đi đường biển lên phía bắc, hội quân với quân đội của vương quốc Bột Hải (đời vua Đại Nhân Soạn) cùng tấn công khu vực Liêu Hà của tộc Khiết Đan (đời thủ lĩnh Gia Luật A Bảo Cơ). Cuộc chiến bất phân thắng bại và liên quân Tân La - Bột Hải đã chủ động lui quân.
Sau khi qua đời năm 912, Hiếu Cung Vương được chôn cất tại phía bắc Sư Tử tự (Sajasa). Con trai của đại a xan Phác Duệ Khiêm (Pak Ye-gyeom), hậu duệ của A Đạt La ni sư kim (mất 184, người cuối cùng của gia tốc Phác nắm giữ ngai vàng Tân La) và là phò mã của Tân La Hiến Khang Vương là Phác Cảnh Huy (朴景暉, 박경휘, Bak Gyeong-hwi) được chọn làm người kế vị Hiếu Cung Vương do vị vua này không có con. Phác Cảnh Huy lên nối ngôi, tức là vua Tân La Thần Đức Vương.